# باشگاه فوتبال آسوسیاساو بوتافوگو
باشگاه فوتبال آسوسیاساو بوتافوگو (به پرتغالی: Associação Botafogo Futebol Clube) که با نام بوتافوگو شناخته می‌شود، یک باشگاه فوتبال برزیلی است که در کریستالینا، در گویاس واقع شده‌است. این باشگاه در گذشته با نام باشگاه فوتبال گوآرا شناخته می‌شد.

## افتخارات
- دسته دوم کامپوناتو برازیلینسه
  - قهرمان (۱): ۲۰۰۶
  - نایب‌قهرمان (۱): ۲۰۰۹

## ورزشگاه
آسوسیاساو بوتافوگو بازی‌های خانگی خود را در ورزشگاه آنتونیو اتونی فیلیو انجام می دهد. این ورزشگاه حداکثر ۷٬۰۰۰ نفر ظرفیت دارد.